# Орцица (Марамуреш)
Орцица (рум. Orțița) насеље је у Румунији у округу Марамуреш у општини Оарца Де Жос. Oпштина се налази на надморској висини од 190 m.

## Становништво
Према подацима из 2002. године у насељу је живело 178 становника, од којих су сви румунске националности.